# 小三元
小三元（しょうさんげん）とは、麻雀における役のひとつ。三元牌（白・發・中）のいずれかを雀頭とし、残り2つを刻子もしくは槓子にすることで成立する。副露可。

## 概要
小三元そのものは2飜役であるが、刻子にした2種類の三元牌による2飜が必ずセットで付帯するため、実質的には4飜役である。麻雀の解説本・指南本の中には、小三元が付く時には2種類の三元牌の2飜を数えず、小三元という役を4飜としているケースもある。
実質4飜は、役満を除く通常役としては混老頭と並んで清一色に次ぐ高い飜数である。そのためほぼ確実に満貫以上となり（小三元＋役牌2つのみの場合、符を考慮すれば、最低でも30符丁度となり（副底20符＋三元牌の明刻2組8符＋三元牌の雀頭2符）、それより僅か2符でも符が高ければ実質4飜であるため満貫となるため）、混一色や対々和と組み合わせて、跳満や倍満のアガリになることも少なくない。ただし、派手な副露で目立つことも多いため、出現頻度はそれほど高くない。
3種類すべてを刻子とした場合は大三元（役満）となる。
最初から小三元を狙って和了る事は少なく、高目大三元の双碰待ちになった所から、安目の牌で小三元として和了ってしまうケースか、同じく大三元を狙って三元牌の2種を刻子にしたものの残りの1種が先に2枚切られてしまい、残る1種の地獄待ち、もしくは雀頭の刻子として他の順子で和了するケースが殆どである。

## 歴史
日本に麻雀が伝わった頃から大三元と共に存在する役であり、大正時代の複数の書籍にもこの役名は見られる。大三元が「三元和」や「三元中選」という別名があるのに対し、一般役である小三元には別名は存在しない。戦前は小三元は実質3飜役(1飜＋役牌2種の2飜)であったが、戦後は1飜増えて実質4飜役となっている。
小三元は日本においては実質的に4飜役であるが、中国麻雀においては字一色や四暗刻と同等の64点役を与えられている。

## 牌姿の例
（例）高目大三元のケース
のシャンポン待ち。なら大三元だが、だと小三元。あくまで大三元を狙い、安目が出ても見逃すという戦略もありうる。
（例）単騎待ちのケース
タンキの小三元だが、この例では白と発を既に副露している。この場合のは、迂闊に捨てれば鳴かれて包（パオ）になるか、最悪で大三元放銃という事態が容易に想像できる危険牌の筆頭である。三元役を狙う場合、副露はできれば一種類のみに留まるのが理想である。